# Krutyihai járás
A Krutyihai járás (oroszul Крутихинский район) Oroszország egyik járása az Altaji határterületen. Székhelye Krutyiha.

A Krutyihai járás az Altaji határterületen

## Népesség
- 1989-ben 13 738 lakosa volt.
- 2002-ben 13 944 lakosa volt, melyből 12 982 orosz, 516 német, 193 ukrán, 58 fehérorosz, 34 örmény, 32 azeri, 31 tatár, 15 csuvas stb.
- 2010-ben 11 301 lakosa volt.